# Province de Macerata
Pour les articles homonymes, voir Macerata (homonymie).
La province de Macerata est une province italienne, sur l'Adriatique, dans la région des Marches.
La capitale provinciale est Macerata.

## Nature
En 2014, la publication du plan de gestion des cours d'eau (Piano Acquedotti) de la région Marches a provoqué des réactions de la part des associations environnementalistes, notamment en ce qui concerne la rivière Nera, qui prend sa source dans la partie du Parc national des Monts Sibyllins située dans la province de Macerata.
En particulier, Mountain Wilderness Italie a dénoncé l'augmentation des prélèvements d'eau, dans cette rivière, de 150 à 500 L/s, une valeur jugée incompatible avec le débit réservé.